# Valência
Valência (em castelhano: Valencia, AFI: /baˈlenθja/; em valenciano e oficialmente: València, AFI: /vaˈlensia/) é um município da Espanha, capital da província homónima e da Comunidade Valenciana. É a cidade mais populosa da sua comunidade autónoma e a terceira mais populosa da Espanha. O município tem 134,65 km² de área e em 2021 tinha 789 744 habitantes (densidade: 5 865,2 hab./km²). Em 2014, a área metropolitana tinha 1 542 233 habitantes.
Situa-se na costa do Mediterrâneo, no leste do país. É uma cidade muito antiga, sendo referenciada já no século II a.C., e foi fundada em 138 a.C. Com uma longa história, diversos museus, tradições populares como as Fallas e a proximidade do Mediterrâneo, é uma das cidades mais conhecidas e visitadas na Espanha.

## História

### Topónimo
O topónimo da cidade deriva do latim Valentia Edetanorum, cujo significado se traduz em "Valor (ou Força) na terra dos Edetanos". Atribuído com a fundação da colónia, segue a tradição já verificada em Itália, no século II a.C., da atribuição de topónimos alegóricos de virtude militar. Os árabes denominaram-na مدينة التراب (Madīna at-Turab, "Cidade da Areia") devido à sua localização na margem do Rio Túria, enquanto que reservaram o termo بلنسية (Balansīa) para a Taifa de Valência. Porém, durante o reinado de Abd al-Aziz a cidade já tinha reivindicado para si o nome de Balansīa, que passaria a ser Valência, València em valenciano, após a conquista por Jaime I de Aragão.
Em 2016, o município concordou por unanimidade na recuperação de um decreto municipal não oficializado datado de 1996, através do qual a única denominação oficial da cidade é aquela em valenciano, València. Esta mudança teve lugar após várias consultas a instituições governamentais, como a Academia Valenciana da Língua.
Ao longo da história, a cidade recebeu diversas alcunhas, como a de Cidade das mil torres, durante os séculos XVII e XVIII, ou a de Capital do Túria. Também foi conhecida como Valencia del Cid.
Em português, a adaptação do topónimo castelhano, à semelhança de outras cidades homónimas, foi-se popularizando, caindo em desuso o exónimo original, Valença, que para ser distinguida das restantes se acompanhava pelo sufixo «de Aragão».

### Da fundação romana ao reino cristão-visigodo (séc. I a.C.–VI d.C.)
Em 138 a.C., Valência foi fundada, sob o nome de Valentia Edetanorum, pelos romanos, à época em que era cônsul Décimo Júnio Bruto Galaico. É, por isso, uma das mais antigas cidades da Espanha actual. Em meados do século I d.C. ocorria na cidade um considerável crescimento urbano, motivado pela existência de um porto, e já começava a formar-se uma primitiva comunidade cristã no início do século IV. No século V surgiram as primeiras ondas invasivas dos povos germânicos (especialmente dos visigodos), e os edifícios romanos adaptam-se progressivamente a uma cidade cristã.

### Época muçulmana (séc. VIII–XIII)
A cidade desenvolveu-se com a ocupação dos árabes, que a conquistaram no ano de 718. Valência era governada por Agréscio quando foi sitiada pelos invasores. Tanto Agréscio, o defensor, como Tárique, o atacante, sabiam que a situação era complexa e negociaram uma capitulação vantajosa para os cristãos, obtendo, tal como sucederia 500 anos depois no sentido inverso, a entrega da cidade aos sitiantes. Todos os habitantes puderam continuar a viver nas suas casas, com direito à prática da sua religião e à sua organização jurídica e administrativa, desde que aceitassem a autoridade política e militar dos conquistadores e o pagamento de impostos.
Abd al-Allah, filho de Abd al-Raman I (primeiro emir de Córdova), instalou-se em Balansiya (nome de Valência em árabe), e exerce um governo autónomo na área de Valência. Este traz para a cidade a sua língua, religião e costumes, que convivem com a dos habitantes originais, os moçárabes, que eram herdeiros da cultura hispanovisigoda e tinham como religião o cristianismo e como língua o moçárabe.
Começou o reino da Taifa de Valência pelos descendentes de Almançor. Foi a época de máximo esplendor da cidade, onde se criaram sistemas de rega, se desenvolveu a agricultura e aumentou o comércio com as regiões cristãs.

### Época da Coroa de Aragão (séc. XIII–XVIII)
- Reconquista e os Furs

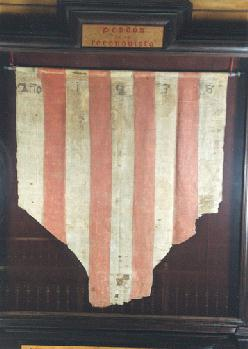
Pendão da Conquista, içado quando Jaime I de Aragão entrou na cidade em 1238

Fazendo parte da conquista da taifa de Balansiya, em 1238 o rei da Coroa de Aragão, Jaime I, conquistou a cidade com a ajuda de tropas da Ordem de Calatrava. Realizou-se a divisão das terras como ficou testemunhado no Llibre del Repartiment.
Foi nessa época que se assistiu a um grande desenvolvimento das áreas comerciais e artesanais. Em 1251 criaram-se os Furs de Valência (els Furs), que anos depois se tornariam estendidos ao resto do Reino de Valência. Em 1348 a Peste Negra e sucessivas epidemias dizimaram a população da cidade enquanto estalava uma revolta popular contra os excessos do rei, a guerra da União. Em 1356, foram construídas novas muralhas, ampliando a superfície da cidade. Em 1363 e 1364 a cidade repele por duas vezes o assalto das tropas castelhanas. Como prémio, o Rei Pedro, o Cerimonioso concede à cidade o título de "Duas vezes leal", que está representado pelos dois LL que ostenta o seu escudo. Em 1391 os cristãos assaltam o bairro judaico, e obrigam os judeus a converter-se ao cristianismo. Em 1456 os árabes de Valência sofrem a mesma sorte. Valência foi capital de um dos dois Governos em que se dividia o reino: o de Valência e o de Orihuela.
- Século de Ouro Valenciano

No século XV, Valência atingiu o seu máximo esplendor com a atividade comercial e financeira, possibilitando um importante desenvolvimento urbanístico e cultural. Surgiram conventos, hospitais e jardins, dentro e fora da muralha. Nesta altura, foi construída em estilo gótico e dentro do recinto amuralhado La Lonja.
Esse período é conhecido como o Século de Ouro Valenciano. É acompanhado de um crescimento demográfico que colocou a cidade como a mais povoada na Coroa de Aragão. É reactivado o comércio com a criação da Taula de canvis, e com a construção da Lonja da Seda e dos Mercaderos (1482). Imprime-se em Valência Obres e trobes en lahors de la Verge Maria, o primeiro livro impresso em Espanha, em língua valenciana, e produz-se um auge quanto a obras escritas. Em 1502 é fundada a Universidade de Valência sob o nome de Estudi General.
- Perda dos Furs

Em princípios do século XVIII, durante a Guerra de Sucessão Espanhola (Os Bourbon contra os Austriacistas), o Reino de Valência alinhou-se com o Arquiduque Carlos de Áustria. Depois da vitória dos Bourbon na batalha de Almansa, em 25 de abril de 1707, e como castigo, os furs de Valência foram derrogados, e introduziu-se o direito castelhano como lei básica mediante os Decretos da Nova Planta (ou do Novo Plano), promulgados por Filipe V. Deste modo o rei mudou a capital do reino para Orihuela como modo de ultrajar a cidade, e ordenou que se reunisse a Audiência com o Vice-Rei de Valência, o Cardeal Luis de Belluga, bispo de Cartagena. O Cardeal Belluga opôs-se à mudança de capital tendo em conta a proximidade de Orihuela como centro religioso, cultural e recentemente político em relação a Múrcia (capital de outro Vice-reino e de diocese). Tendo ainda em atenção o seu ódio por Orihuela a qual bombardeou e saqueou incessantemente durante a Guerra de Sucessão Espanhola, abandonou o Vice-Reino de Valência como meio de protestar junto do Rei Filipe V que finalmente devolveu o estatuto de capital a Valência.

### Guerra da Independência Espanhola e Revolução Industrial (s. XIX)
Mais tarde são construídos nos arredores o mercado central, o mercado de Cólon e a Estação do Norte que constituíram a zona residencial da burguesia.

### Valência no século XX

#### O início do século XX
O crescimento económico e demográfico resultantes dos movimentos migratórios estabelecidos no interior da província fez com que a cidade se expandisse, absorvendo pequenos núcleos de população, gerando distritos ocupados pelas classes média e operária. Nesta época são abertas amplas avenidas como a Gran Via de Fernando, o Católico, o Passeio do Mar e nesta altura surge também a zona residencial universitária.

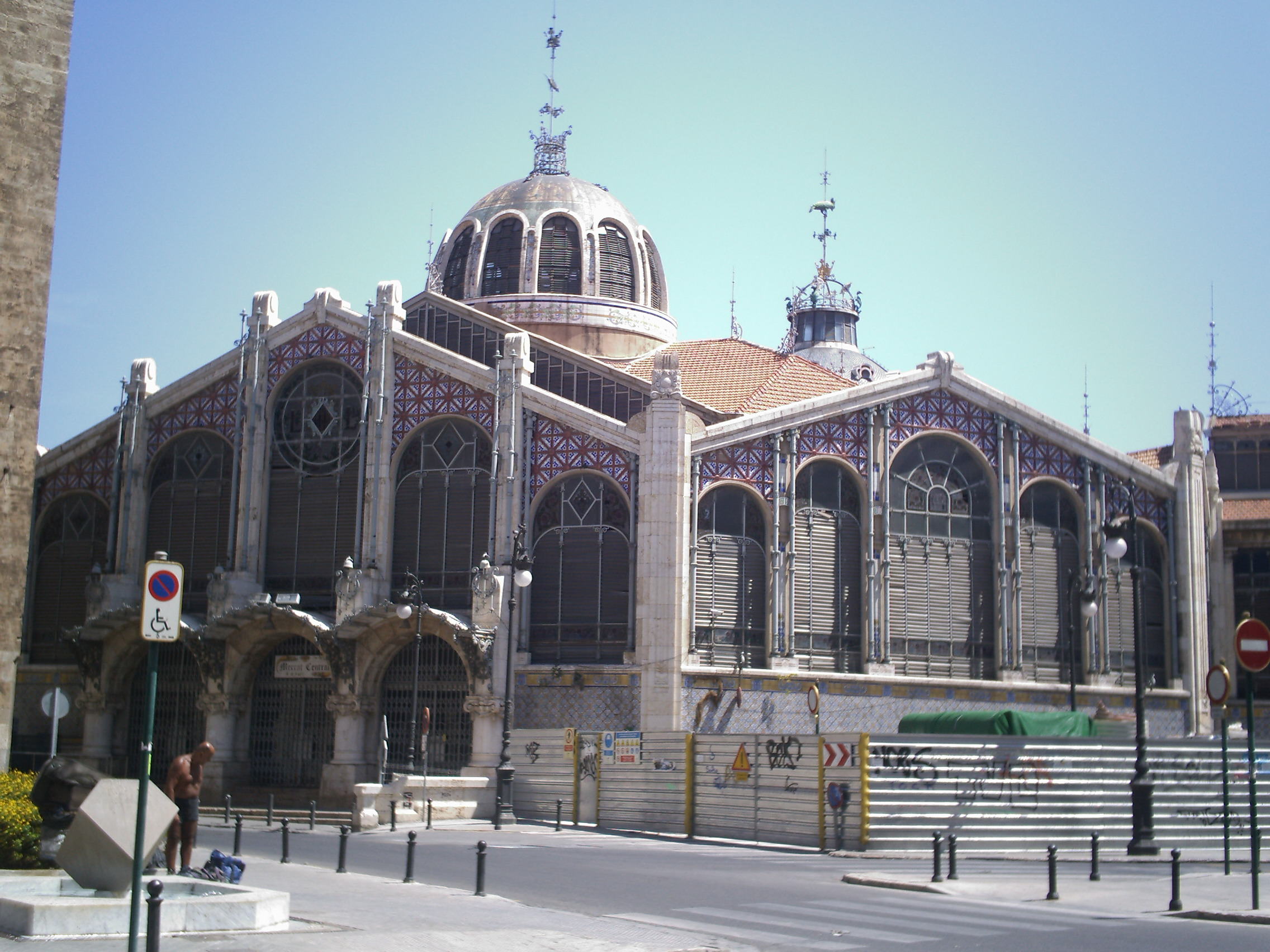
Mercado Central de Valência

No início do século XX Valência era uma cidade industrializada. A seda desaparecera, mas havia produção de peles e couro, madeira, metalurgia e produtos alimentares, estes últimos com vertente exportadora, em particular de vinhos e citrinos. Predominava a pequena empresa, mas cada vez mais se inseria a mecanização e as grandes empresas. A melhor expressão desta dinâmica eram as exposições regionais, em particular a de 1909, feita junto à Albereda (Alameda), onde se mostravam os avanços da agricultura e da indústria. Entre os edifícios mais importantes da época destacam-se os de estilo modernista, como por exemplo a Estació del Nord (Estação do Norte) e os mercados Central e de
Os operários, em número crescente pela industrialização, começaram a organizar-se em demanda de melhores condições de vida. O partido republicano de Blasco Ibáñez recolheu os frutos destas reivindicações e obteve um enorme apoio popular, governando o concelho entre 1901 e 1923.
A primeira guerra mundial afectou muito a economia valenciana ao colapsar as exportações de citrinos. A instauração da ditadura de Primo de Rivera em 1923 travou durante alguns anos a conflitualidade social, mas não apagou a crescente radicalização política. O movimento operário foi consolidando a sua organização sindical, enquanto os sectores conservadores se aglutinavam em redor da Dreta Regional Valenciana (Direita Regional Valenciana).
A república (1931-1939) abriu a via democrática de participação e incrementou a politização dos cidadãos, especialmente com a subida da frente conservadora ao poder em 1933.  Este clima marcou as eleições de 1936, ganhas pela Frente Popular, a qual propicia o fervor das classes populares. O levantamento militar de 18 de julho não triunfou em Valência. Durante meses houve um ambiente revolucionário, gradualmente neutralizado pelo governo. Em 1937 Valência, durante o conflito da Guerra Civil Espanhola, foi a capital da Espanha Republicana, até 1939. A marcha da contenda bélica aconselhou trasladar a capital da República para Valência em novembro de 1937: o governo instalou-se no paço de Benicarló, e os ministérios ocuparam vários paços. A cidade foi intensamente bombardeada por ar e por mar, o que trouxe a construção de mais de duzentos refúgios para proteger a população. Em 30 de março de 1939 Valência rendeu-se e as tropas nacionais fizeram a sua entrada.

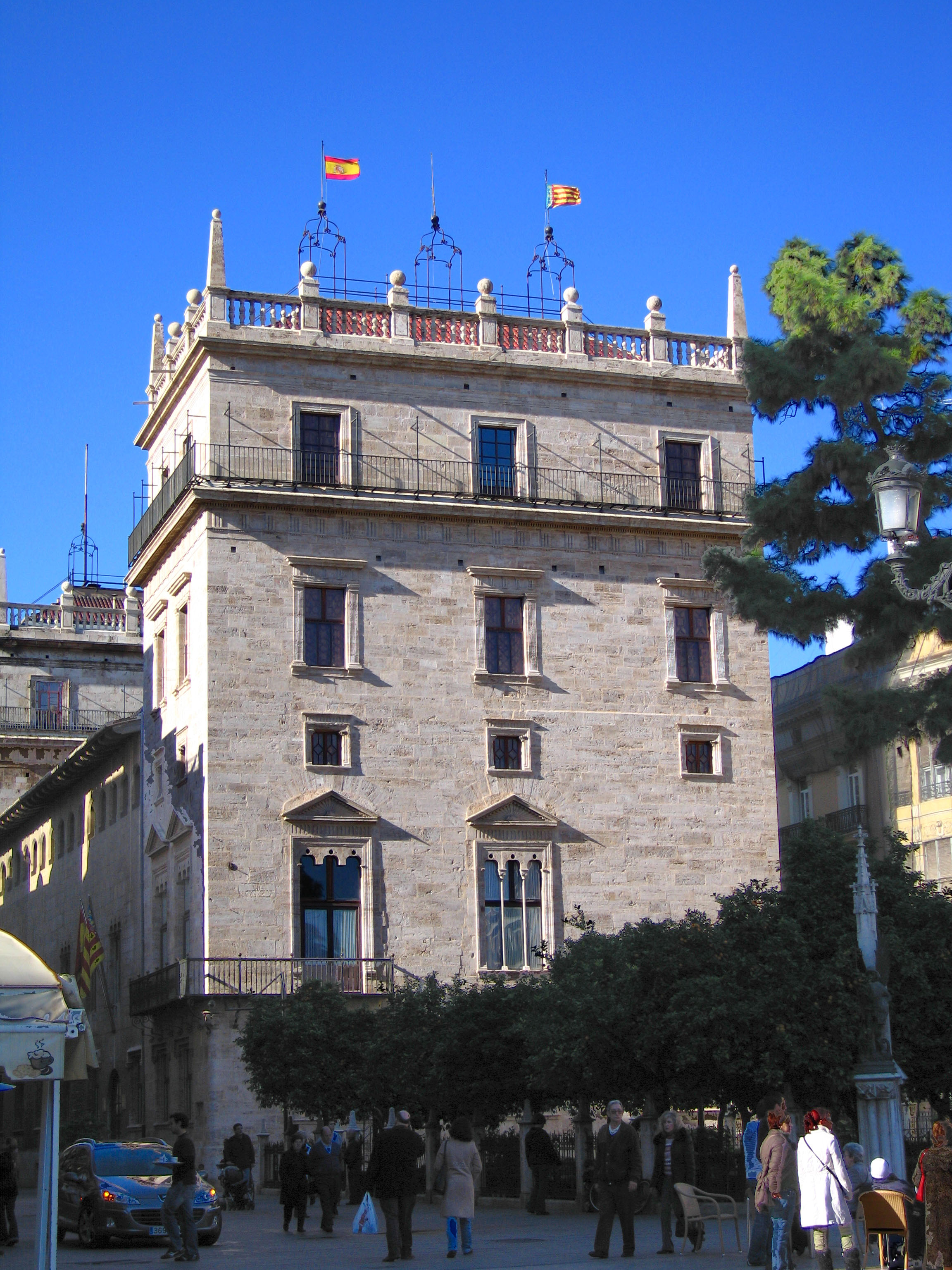
O "Palau de la Generalitat"

#### As cheias de 1957 e a década de 1960
Devido ao facto de o Rio Túria ter inundado a cidade em 1957, foi decidido desviar o curso do mesmo para que tal evento não voltasse a suceder. O grande espaço que o rio antigamente ocupava, foi preenchido com espaços verdes e campos de jogos. De facto, este espaço é considerado o maior jardim urbano que existe em toda a Espanha.
Com a ditadura proibiram-se os partidos políticos e iniciou-se uma severa repressão ideológica, encabeçada pela igreja. A fraqueza económica provocou uma profunda crise e o não abastecimento dos mercados: os racionamentos e o açambarcamento impuseram-se durante mais de uma década. Os franquistas silenciaram as catastróficas consequências da revolta de 1949, com dezenas de mortes, mas não puderam fazer o mesmo com a ainda mais trágica "grande cheia de Valência", em 1957, quando o rio Túria transbordou, causando a morte de muitos valencianos (81 oficialmente, o número real não se sabe). Para evitar novas catástrofes, anos depois o rio foi desviado por uma nova via (Pla Sud). O percurso velho do Túria foi abandonado durante anos. Os alcaides franquistas propuseram fazer uma auto-estrada, opção que finalmente se descartou (graças ao advento da democracia e aos protestos locais), abrindo passo ao seu uso como parque municipal (ver Jardim do Túria). No início da década de 1960 começou a recuperação económica e Valência vive um espectacular crescimento demográfico devido à imigração e à execução de importantes obras urbanísticas e de infraestruturas.

#### O período da democracia
Com a chegada da democracia a Espanha, Valência constituiu-se como capital da Comunidade Valenciana com Conselho Pré-autonómico de 1977 e recebeu um certo grau de autogoverno. Porém, a noite de 23 de fevereiro de 1981 trouxe uma tentativa golpista que, desde Valência, encabeçou Milans del Bosch, fracassada. A democracia propiciou a recuperação da língua e a cultura valenciana, ainda que não se possa evitar certa crispação social ao redor dos símbolos (isto é conhecido como a Batalha de Valência).
O estatuto pôs-se em marcha em 1982 e em Valência instalou-se a Generalitat Valenciana e todos os órgãos de governo da Comunidade. Durante os primeiros 25 anos de democracia, Valência mudou significativamente. Destacam-se como obras emblemáticas o Jardim do Túria (ajardinamento do antigo percurso do Túria), o Palau da Música ou o de Congressos de Valência, o Metropolitano de Valência, e a nova Ciutat de les Arts i de les Ciències (Cidade das Artes e das Ciências), de Santiago Calatrava, entre outras obras modernas e que chamam muitos visitantes à cidade.

## Geografia
A cidade de Valência está localizada na costa mediterrânica da Península Ibérica, na grande planície aluvial formada pelos rios Turia e Júcar, que se situa perto da cidade, que fica algo afastada das montanhas. A região de El Puig fica cerca de 12 km a norte da cidade e um pouco mais longe fica a Serra Calderona, que é o pulmão verde da Comunidade Valenciana.
A cidade antiga está nas margens do Turia, a cerca de 4 km do Mar Mediterrâneo, onde antes havia apenas o chamado Grau de València, uma zona perto do porto que está agora ligada à cidade e faz parte do bairro conhecido como Poblats Marítims (Aldeias Marítimas). A razão pela qual a cidade foi fundada longe da costa prende-se com o facto de na época romana ainda aí estar um pântano e a costa ser baixa e arenosa, como em quase todos os golfos de Valência. A sul da cidade fica a zona húmida Albufera e o Parque Natural da Albufera, que inclui um lago de água doce separado do mar por uma restinga de areia, que nutre muitos aquíferos.

### Clima
Valência possui um clima mediterrâneo típico. É caracterizada por um clima ameno, com temperatura média anual superior a 18 °C. Os verões são quentes e os invernos a temperatura é amena. Durante o inverno a temperatura não costuma baixar dos 2 °C. Chuvas de verão são mínimas ou modestas devido ao intenso calor vindo do Saara.
| Dados climáticos para Valencia, 1981–2010 | Dados climáticos para Valencia, 1981–2010 | Dados climáticos para Valencia, 1981–2010 | Dados climáticos para Valencia, 1981–2010 | Dados climáticos para Valencia, 1981–2010 | Dados climáticos para Valencia, 1981–2010 | Dados climáticos para Valencia, 1981–2010 | Dados climáticos para Valencia, 1981–2010 | Dados climáticos para Valencia, 1981–2010 | Dados climáticos para Valencia, 1981–2010 | Dados climáticos para Valencia, 1981–2010 | Dados climáticos para Valencia, 1981–2010 | Dados climáticos para Valencia, 1981–2010 | Dados climáticos para Valencia, 1981–2010 |
| Mês                                       | Jan                                       | Fev                                       | Mar                                       | Abr                                       | Mai                                       | Jun                                       | Jul                                       | Ago                                       | Set                                       | Out                                       | Nov                                       | Dez                                       | Ano                                       |
| ----------------------------------------- | ----------------------------------------- | ----------------------------------------- | ----------------------------------------- | ----------------------------------------- | ----------------------------------------- | ----------------------------------------- | ----------------------------------------- | ----------------------------------------- | ----------------------------------------- | ----------------------------------------- | ----------------------------------------- | ----------------------------------------- | ----------------------------------------- |
| Recorde alta °C (°F)                      | 25.8 (78.4)                               | 29.0 (84.2)                               | 33.2 (91.8)                               | 33.5 (92.3)                               | 42.0 (107.6)                              | 38.2 (100.8)                              | 41.8 (107.2)                              | 43.0 (109.4)                              | 38.4 (101.1)                              | 35.6 (96.1)                               | 32.0 (89.6)                               | 25.2 (77.4)                               | 43.0 (109.4)                              |
| Média alta °C (°F)                        | 16.4 (61.5)                               | 17.1 (62.8)                               | 19.3 (66.7)                               | 20.8 (69.4)                               | 23.4 (74.1)                               | 27.1 (80.8)                               | 29.7 (85.5)                               | 30.2 (86.4)                               | 27.9 (82.2)                               | 24.3 (75.7)                               | 19.8 (67.6)                               | 17.0 (62.6)                               | 22.8 (73)                                 |
| Média diária °C (°F)                      | 11.9 (53.4)                               | 12.7 (54.9)                               | 14.6 (58.3)                               | 16.2 (61.2)                               | 19.0 (66.2)                               | 22.9 (73.2)                               | 25.6 (78.1)                               | 26.1 (79)                                 | 23.5 (74.3)                               | 19.7 (67.5)                               | 15.3 (59.5)                               | 12.6 (54.7)                               | 18.3 (64.9)                               |
| Média baixa °C (°F)                       | 7.1 (44.8)                                | 7.8 (46)                                  | 9.7 (49.5)                                | 11.5 (52.7)                               | 14.6 (58.3)                               | 18.6 (65.5)                               | 21.5 (70.7)                               | 21.9 (71.4)                               | 19.1 (66.4)                               | 15.2 (59.4)                               | 10.8 (51.4)                               | 8.1 (46.6)                                | 13.8 (56.8)                               |
| Recorde baixa °C (°F)                     | −2.6 (27.3)                               | −1.2 (29.8)                               | 1.2 (34.2)                                | 3.0 (37.4)                                | 6.0 (42.8)                                | 10.6 (51.1)                               | 16.0 (60.8)                               | 16.2 (61.2)                               | 11.6 (52.9)                               | 6.3 (43.3)                                | 1.6 (34.9)                                | −0.3 (31.5)                               | −2.6 (27.3)                               |
| Média precipitação mm (pol.)              | 37 (1.46)                                 | 36 (1.42)                                 | 33 (1.3)                                  | 38 (1.5)                                  | 39 (1.54)                                 | 22 (0.87)                                 | 8 (0.31)                                  | 20 (0.79)                                 | 70 (2.76)                                 | 77 (3.03)                                 | 47 (1.85)                                 | 48 (1.89)                                 | 475 (18.7)                                |
| Média de dias de precipitação (≥ 1 mm)    | 4.4                                       | 3.9                                       | 3.6                                       | 4.8                                       | 4.3                                       | 2.6                                       | 1.1                                       | 2.4                                       | 5.0                                       | 5.0                                       | 4.3                                       | 4.8                                       | 46.3                                      |
| Média mensal horas de sol                 | 171                                       | 171                                       | 215                                       | 234                                       | 259                                       | 276                                       | 315                                       | 288                                       | 235                                       | 202                                       | 167                                       | 155                                       | 2 696                                     |
| Fonte: Agencia Estatal de Meteorología    |                                           |                                           |                                           |                                           |                                           |                                           |                                           |                                           |                                           |                                           |                                           |                                           |                                           |

## Demografia
| Variação demográfica do município entre 1991 e 2008 | Variação demográfica do município entre 1991 e 2008 | Variação demográfica do município entre 1991 e 2008 | Variação demográfica do município entre 1991 e 2008 |
| --------------------------------------------------- | --------------------------------------------------- | --------------------------------------------------- | --------------------------------------------------- |
| 1991                                                | 1996                                                | 2001                                                | 2008                                                |
| 752 909                                             | 746 683                                             | 738 441                                             | 810 064                                             |

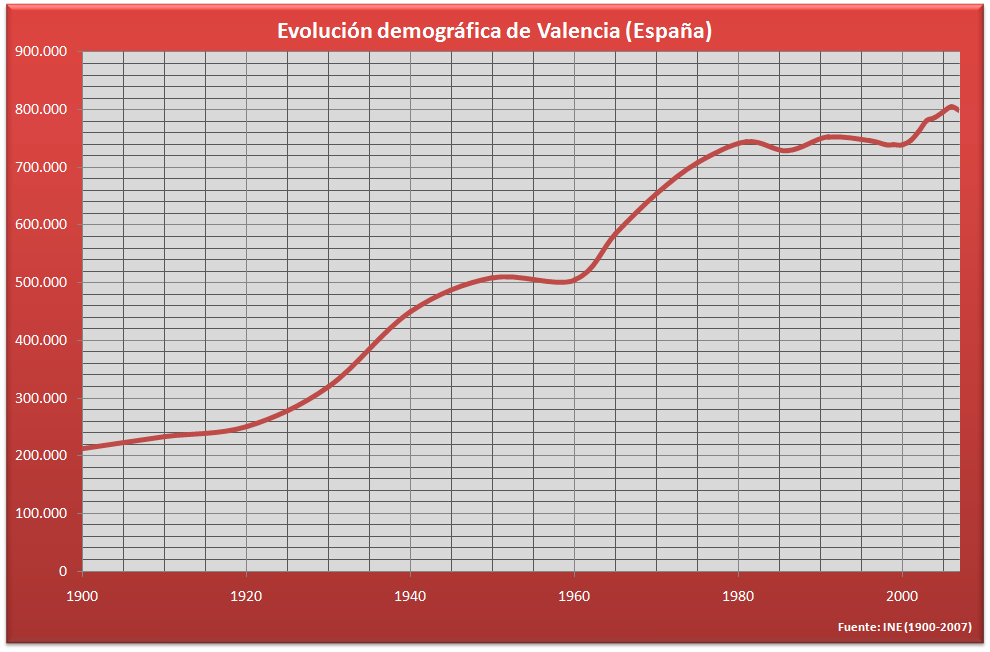
Evolução demográfica de Valência (1900-2006)

A população recenseada no município em 2021 era de 789 744 habitantes e em 2014 a área metropolitana tinha 1 542 233 habitantes. A área metropolitana de Valência é formada principalmente por municípios situados na Horta de València; algumas destas localidades estão completamente urbanizadas continuamente com o núcleo urbano de Valência, como Mislata, enquanto o resto se situa numa primeira ou numa mais difusa segunda coroa metropolitana. Destacam-se pela população Torrent (75 131 hab. em 2008), Paterna (59 043 hab.), Mislata (43 336 hab.) e Burjasot (37 402 hab.).
Em 2008, cerca de 12,13% da população da cidade era de nacionalidade estrangeira, principalmente da América Latina (52,36% dos estrangeiros recenseados), seguido dos originários de outros países europeus (24,20%). As nacionalidades mais presentes na cidade depois da espanhola são a equatoriana (18 176 recenseados), a colombiana (10 097 recenseados) e a boliviana (8 121 recenseados).

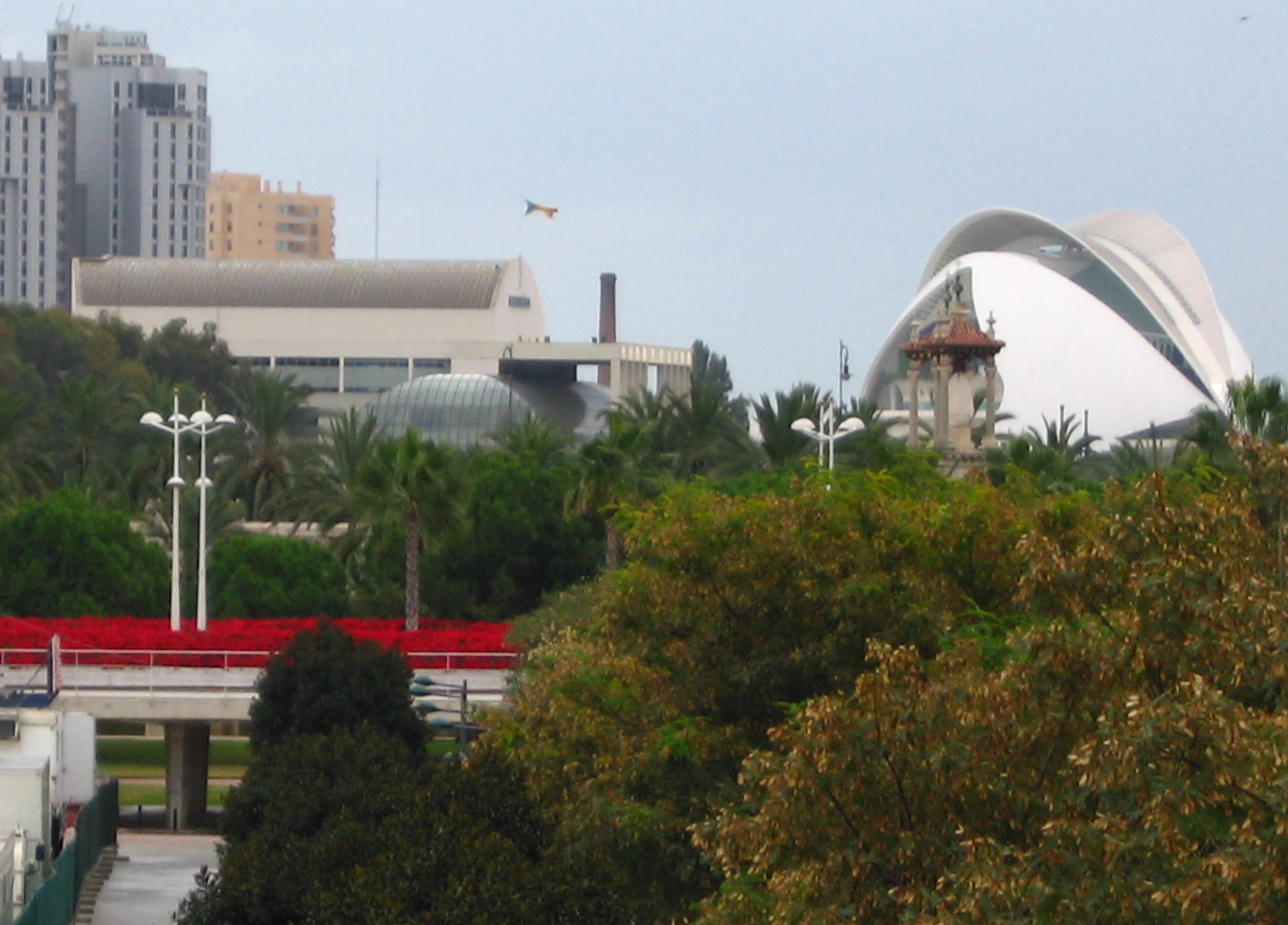
O Jardí del Túria

## Urbanismo

### Jardins e parques
Valência, também conhecida como la ciudat de les flors (a cidade das flores), conta com muitos parques e zonas ajardinadas, por exemplo o Jardí Botànic, o Parc de l'Oest, os Jardins del Reial (mais conhecidos como Jardins de Vivers) e o Jardí de Túria (conhecido como el Rio) de mais de 6,5 km de espaços verdes. No entanto, só dispõe de 5,3 m² de área verde por habitante, uma das médias mais baixas das grandes cidades espanholas. Cerca 90% das vias da cidade dispõem de áreas ajardinadas.
O Jardim de Túria, situado no leito do rio Túria foi construído quando se desviou o rio do seu curso natural, e se reutilizou o seu espaço como área lúdica de mais de 6,5 km de comprimento, e é o maior parque da cidade.

## Cultura e sociedade

### Festas

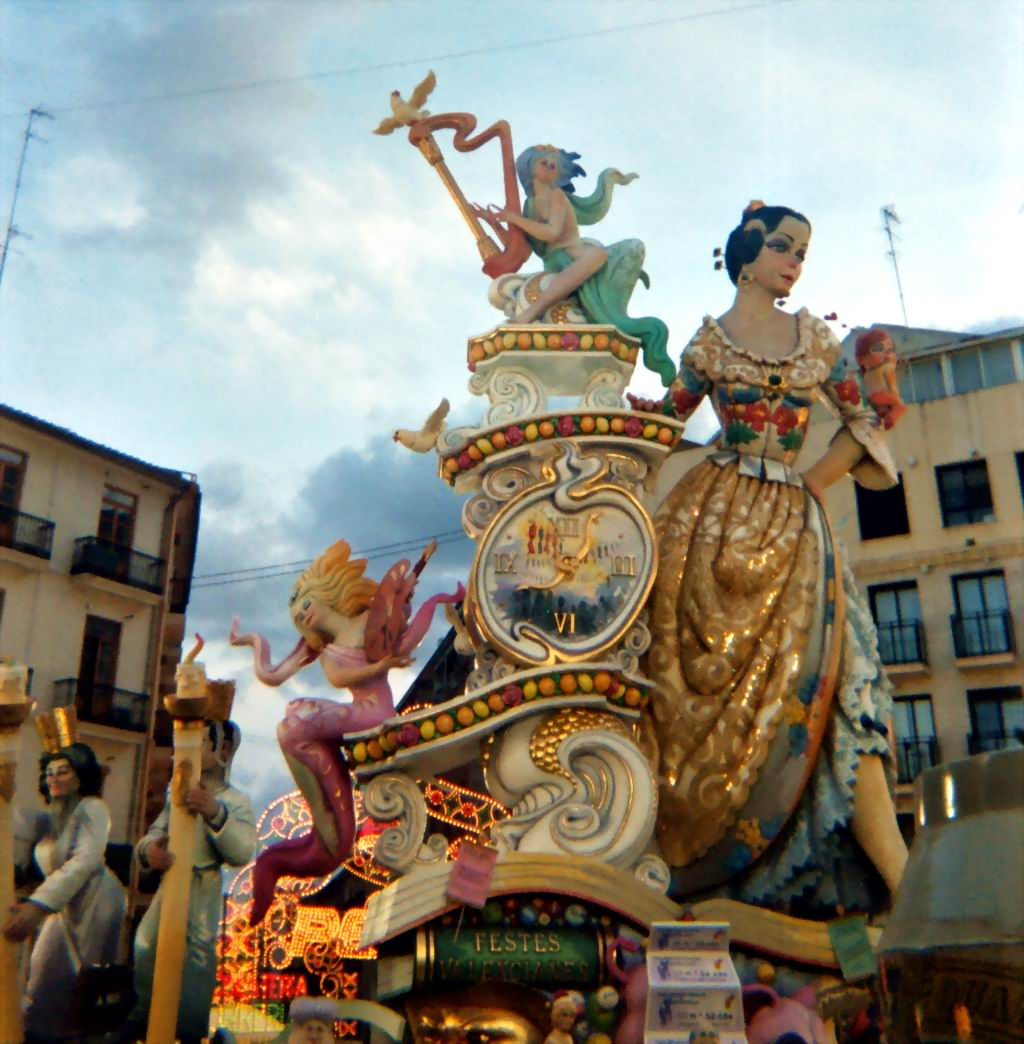
As Fallas

Em Valência realizam-se numerosas festas, algumas conhecidas fora do país.
As festas principais de Valência são as Fallas, em valenciano les falles, uma celebração com uma semana de duração, durante a qual se queimam figuras chamadas "fallas". Caracteriza-se pela colocação nas ruas de figuras ou esculturas, denominadas "fallas, tradicionalmente de madeira e cartão, embora hoje em dia se façam em geral de poliestireno e madeira. Estas figuras são colocadas antes do dia 15 de março pela manhã (a chamada "nit de la Plantà") queimando-se quatro dias depois, na noite do dia de Sant Josep à meia-noite ("nit de la Cremà").

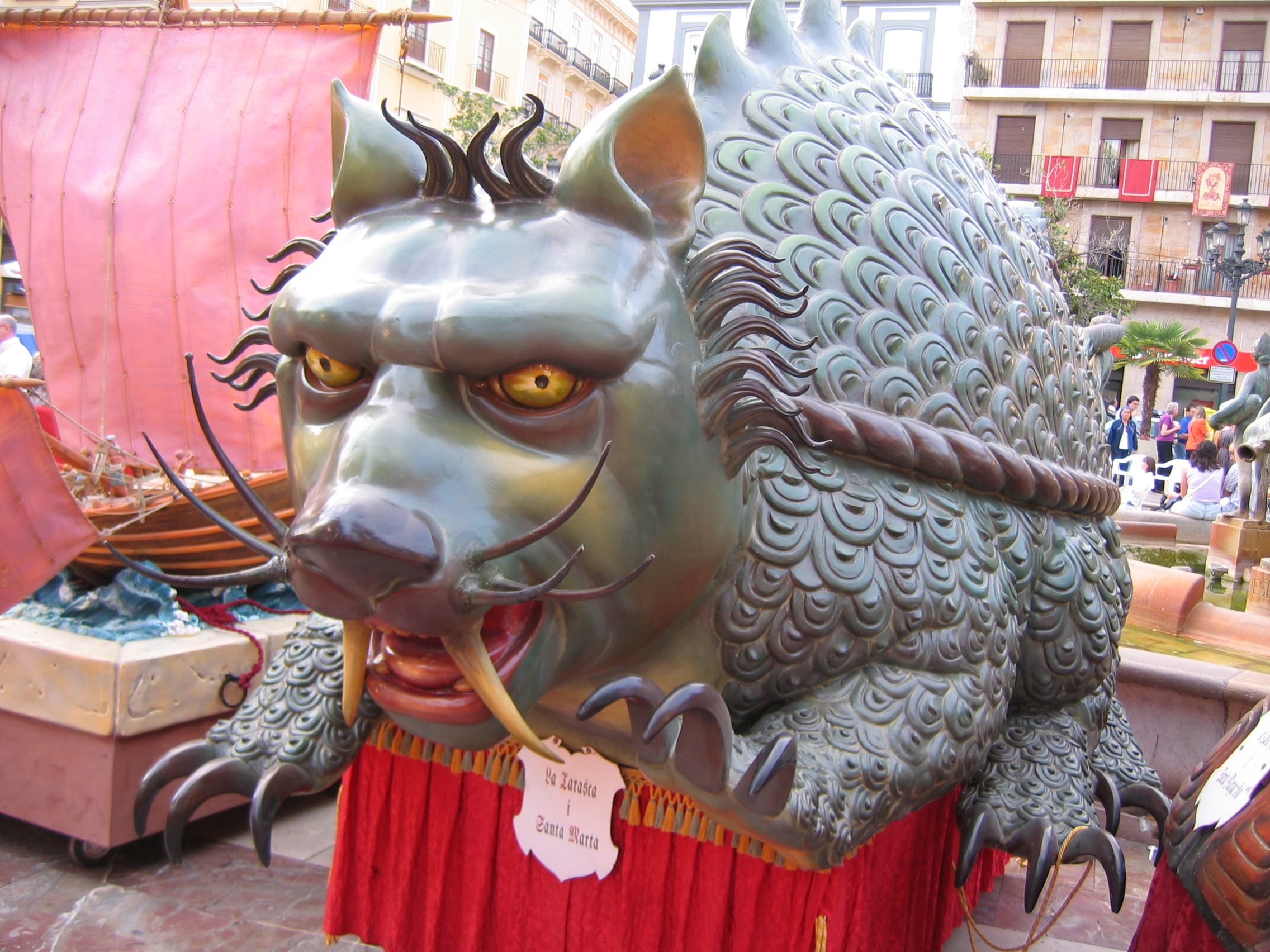
Tarasca da procissão do dia de Corpus Christi

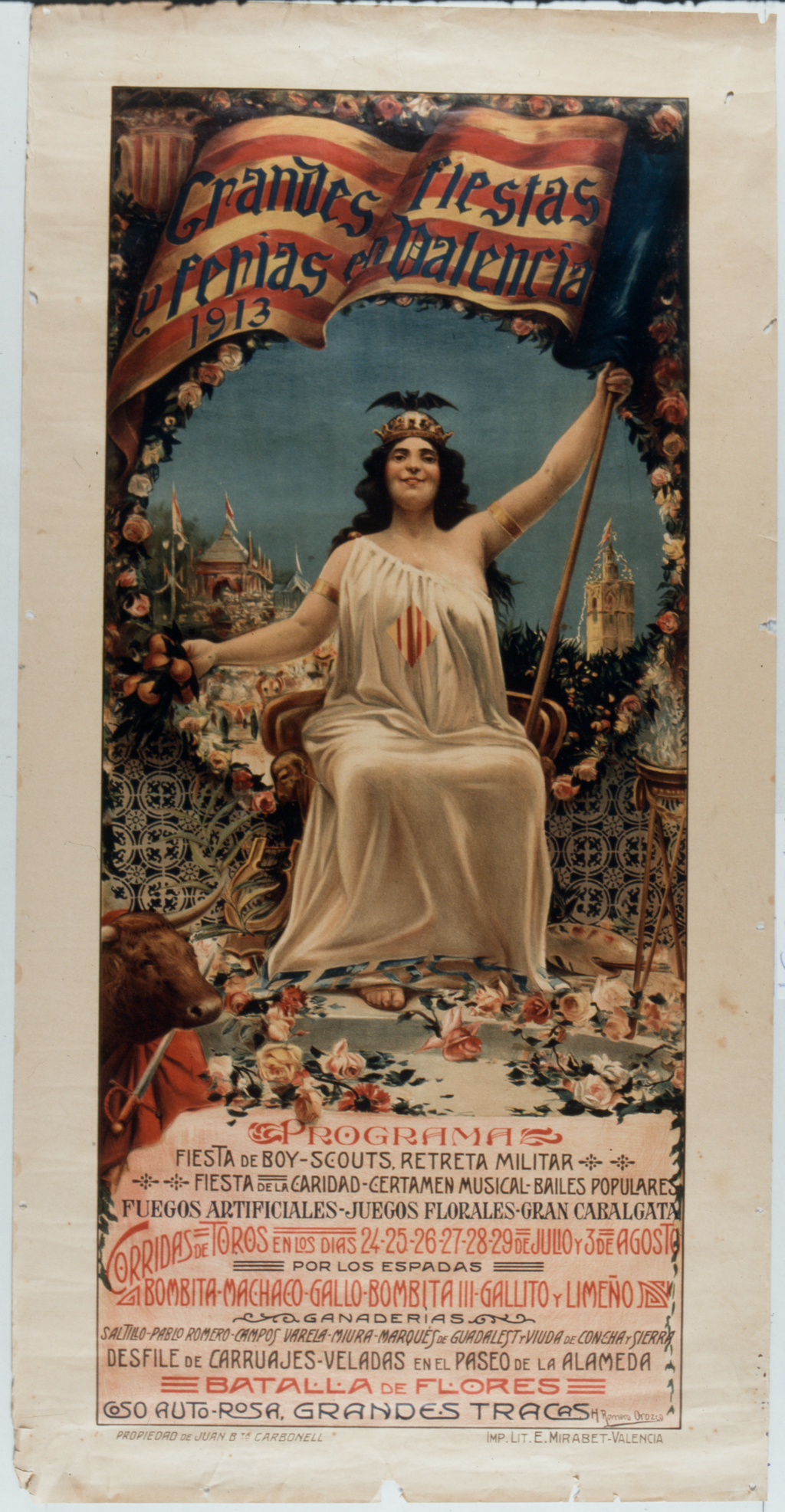
Cartaz do festival e feira da cidade de Valencia na Espanha em julho de 1913

Por ordem cronológica algumas as festas principais são:
- Janeiro: Santo Antão e São Vicente de Saragoça.
- Março: São José (Festa conhecida como As Fallas).
- Abril: Semana Santa e dia de São Vicente Ferrer (Patrono da Comunidade Valenciana)
- Maio: Festa das Cruzes, Virgem dos Desamparados (padroeira da cidade) e Corpus Christi (Corpo de Deus).
- Junho: Festa junina.
- Julho: Feira de Julho.
- Outubro: 9 de outubro (dia da Comunidade Valenciana e de São Dionísio, Papa).

### Gastronomia
Na gastronomia tradicional da cidade (que segue a chamada dieta mediterrânica), encontramos cardápios ricos em arroz e legumes frescos, que vão de encontro com os costumes, a cultura e o meio ambiente da cidade. Predominam também produtos agrícolas e doces. Há também diversos pratos de peixes nativos. Por curiosidade, em Portugal o prato de paella é também chamado arroz à valenciana.
Bebidas
A bebida típica de Valência mais apreciada tanto por turistas como por nativos é a orchata (em castelhano horchata, em catalão ou valenciana orxata). É um dos destaques da gastronomia valenciana, elaborada a partir de chufas e não alcoólica. Entre os coquetéis destaca-se a Água de Valência composta principalmente de cava e suco de laranja.

### Religião
A santa padroeira da cidade é a Virgem dos Desamparados, para a qual existe uma Basílica. Em julho de 2006, foi realizado em Valência o V Encontro Mundial das Famílias.

### Eventos Internacionais

#### V Encontro Mundial das Famílias
O V Encontro Mundial das Famílias foi realizado em Valência, no início de julho de 2006, conforme decidido pelo Papa João Paulo II e posteriormente aprovado pelo seu sucessor Bento XVI. Esta reunião consistiu em muitos eventos, reuniões e conferências em torno do conceito e do conteúdo da família cristã. Algumas dessas atividades foram suspensas devido a um trágico acidente de metrô, que ocorreu dias antes da chegada de Bento XVI. Por essa razão, decidiu-se alterar alguns dos seus programas para realizar um ato de homenagem às vítimas na delegacia onde ocorreu a tragédia e na Basílica de Nossa Senhora dos Desamparados. O encontro foi encerrado pelo Papa, em 9 de julho.

#### 57 Congresso Internacional de Astronáutica (IAC 2006)
Durante o congresso realizado em Bremen, em outubro de 2003, em nome da Generalitat Valenciana, Universidade de Valência, a Universidade Politécnica de Valência e SENER. A nomeação de Valência foi hospedada pelo professor Victor Reglero, membro da Academia Internacional de Astronáutica. O evento decorreu de 2 a 6 de outubro de 2006, no Museu das Ciências Príncipe Felipe.

#### X Festival Internacional de Kitesurf "Cidade de Valência" (2007)
O Festival foi realizado no calçadão da cidade durante o mês de abril. Ofereceu performances incríveis para o público em um intenso programa de atividades de todos os tipos relacionados com o kitesurf.

## Economia

### Turismo
Anteriormente uma cidade industrial, Valência viu o rápido desenvolvimento que se iniciou em meados da década de 1990, ampliando suas possibilidades culturais e turísticas, que transformou em uma cidade vibrante, restaurando monumentos antigos, como as Torres antigas da cidade medieval (Serrano Torres e Quart Towers), como os mosteiros de San Miguel de los Reyes, que passou a dispor de uma biblioteca especializada e a praia Malvarrosa todo.
Outra característica interessante da cidade é o grande número de centros de convenções que possui, como a Feira de Valência (Feria de Valencia), o Palácio Conference (Palau de Congressos) e vários hotéis 5 estrelas.
A primeira competição da America's Cup teve lugar em junho e julho de 2005 e foram as principais atrações durante o verão de 2005. Segundo dados oficiais da comissão organizadora, cerca de 150 000 visitantes ancoraram no porto de Valência, diariamente, durante o período do evento, que se realizou em duas semanas.

#### Praias
- La Malvarrosa[16]
- Cabanyal
- Pinedo
- L'Arbre del Gos
- El Saler
- La Garrofera
- La Devesa
- Perellonet

## Transportes

### Aéreos
Valência é servida pelo Aeroporto de Valência (IATA: VLC, ICAO: LEVC), que fica em Manises, a 8 km do centro. Este aeroporto liga diariamente a cidade a outras cidades espanholas e europeias, além de ter voos para os Estados Unidos e norte de África. É a base da companhia Air Nostrum.

### Marítimos
Valência é servida pelo Porto de Valência, que movimentou no ano de 2006 cerca de 47,3 milhões de toneladas de mercadorias, incluindo o Porto de Sagunto e o de Gandia.

### Metropolitano

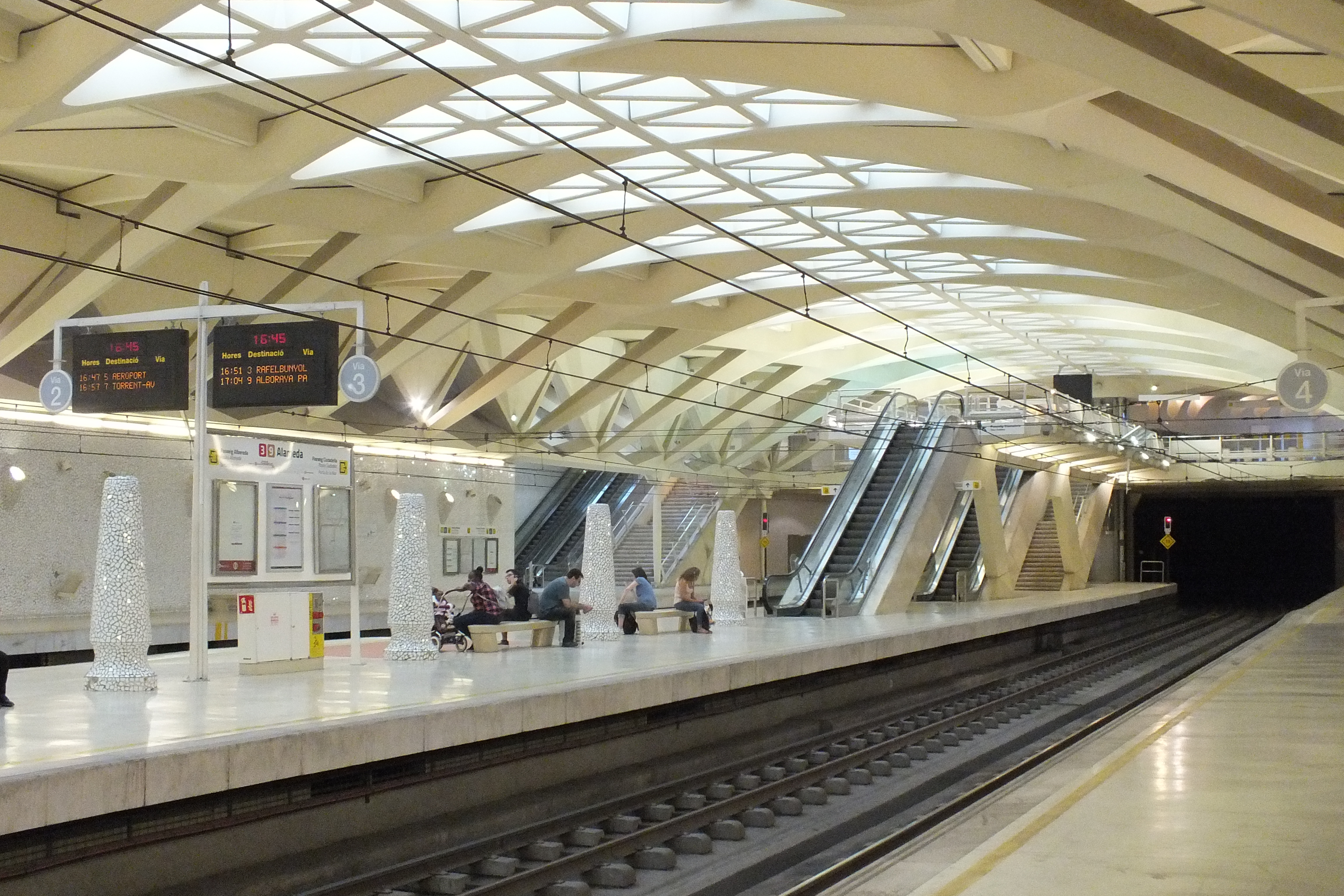
MetroValencia, estação Alameda, de Santiago Calatrava

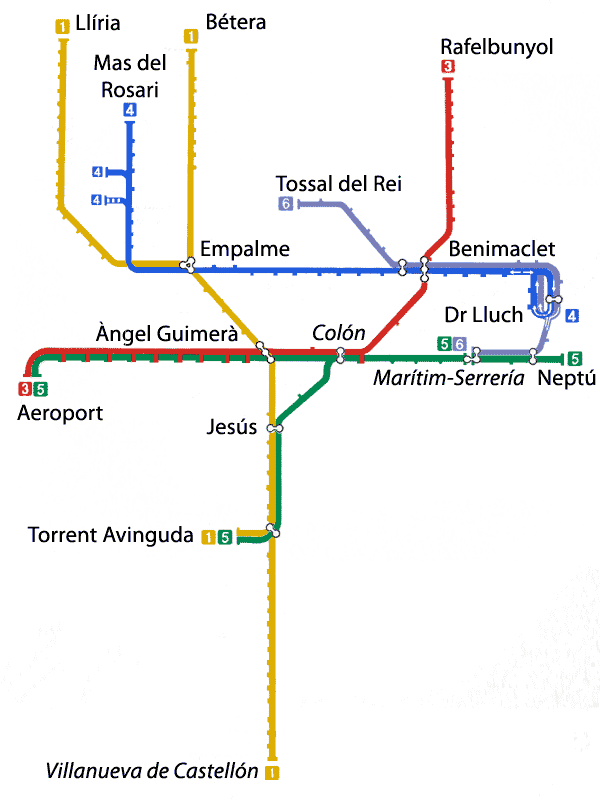
Mapa do Metrô de Valência

A rede de metropolitano de Valência, designada "MetroValencia" é composta actualmente (2009) por três linhas de metropolitano e duas de elétrico. A rede está a ser ampliada com quatro linhas mais. Trata-se do meio de transporte na cidade que mais está a aumentar o número de passageiros nos últimos anos. A rede comunica a capital com a Área Metropolitana de Valência. As linhas são:
| Linha                                      | Terminais                                                 | Comprimento | Estações | Passageiros em 2008 |
| ------------------------------------------ | --------------------------------------------------------- | ----------- | -------- | ------------------- |
|                                            | Llíria/Bétera - Torrent (Avinguda)/Villanueva de Castelló | 98,159 km   | 59       | 20 650 928          |
|                                            | Rafelbuyol-Aeroport                                       | 24,691 km   | 26       | 27 306 347          |
|                                            | Mas del Rosari/Fira - Dr. Lluch/Lloma Llarga/Terramelar   | 15,921 km   | 33       | 4 506 164           |
|                                            | Marítim-Serreria - Aeroport/Torrent(Avinguda)             | 26,502 km   | 30       | 15 057 074          |
|                                            | Tossal del Rei - Marítim-Serrería                         | 10,067 km   | 21       | 432 654             |
| TOTAL (linhas de metropolitano e elétrico) | TOTAL (linhas de metropolitano e elétrico)                | 175,34 km   | 169      | 67 953 163          |

A Linha 2 - Nazaret-Museus está em construção.

### Ferroviários

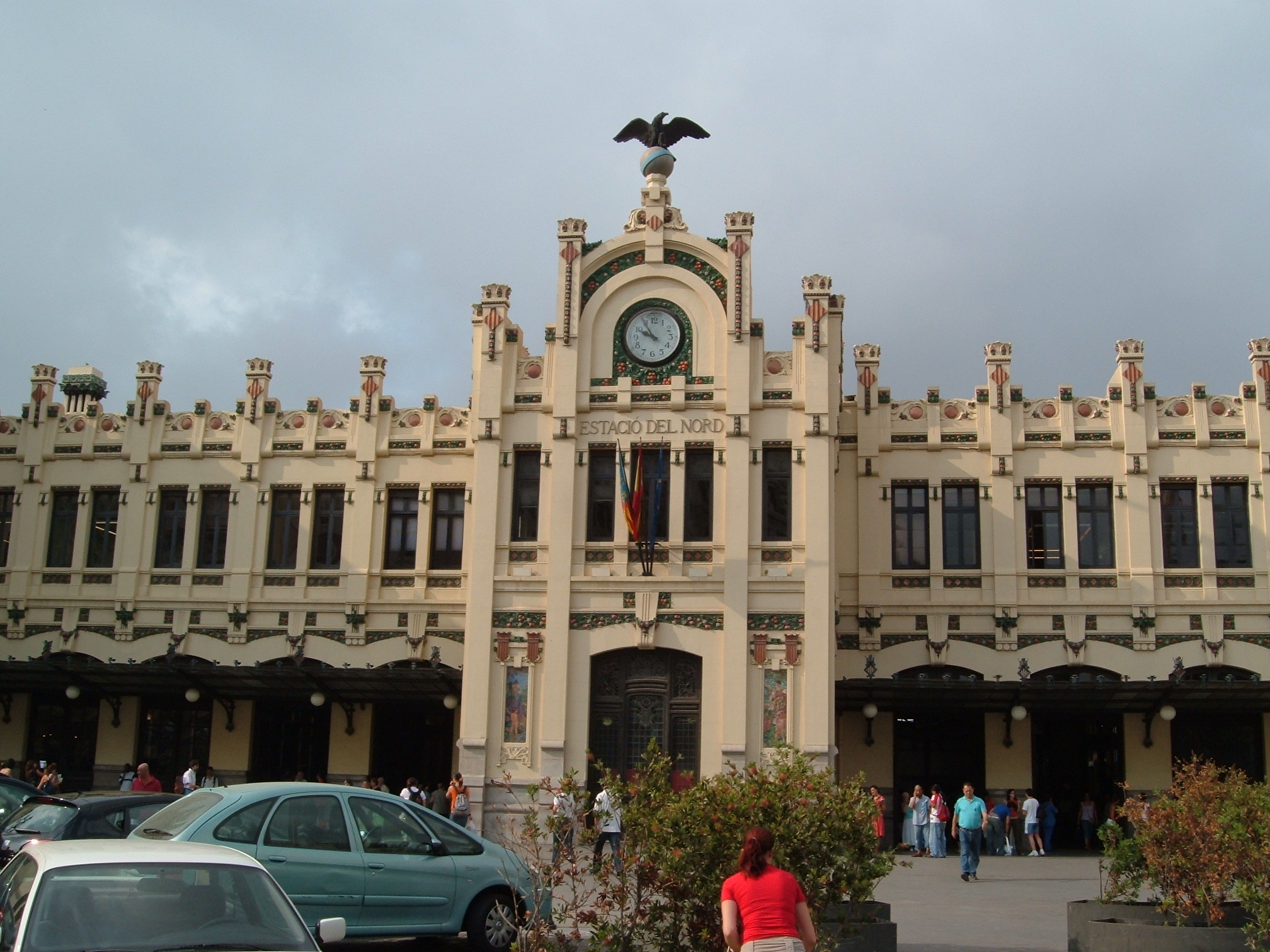
Estação do Norte de Valência

Valência conta com um núcleo próprio de transportes ferroviários para os arredores, as Cercanías. Este núcleo é composto por seis linhas que unem Valência a Gandía, Mogente, Utiel, Chirivella, Caudiel e Castelló de la Plana.

## Desporto
Valência é sede de dois conhecidos clubes desportivos: o Valencia e o Levante.
Em 2007 e 2009, Valência acolheu a 32.ª e a 33.º edições da America's Cup, a mais prestigiada competição de vela do mundo.
No ciclismo, algumas chegadas de importantes etapas da Volta à Espanha são feitas anualmente em Valência.
O Circuito Urbano de Valência figura no calendário da Fórmula 1 desde a temporada de 2008, acolhendo o Grande Prémio da Europa.

## Monumentos
Reflexo da sua história e das diferentes culturas que a ocupara, a cidade de Valência é ela mesma um museu a céu aberto, no seio da qual coabitam edifícios centenários e construções ultramodernas. Como monumentos e tópicos de interesse turístico destacam-se:

### Museus
- Cidade das Artes e das Ciências (artes e ciências)
- Instituto Valenciano de Arte Moderna (IVAM, arte moderna)
- Museu De Belas Artes (belas artes)
- Museu da Pré-história de Valência
- Museu Fallero & Museu do Artista Fallero (Les Falles)
- Museu Taurino (sobre touradas)
- Museu do Arroz (sobre orizicultura)
- Museu Valenciano da Ilustração e Modernismo (MUVIM, vários temas)
- Almudín (várias exposições, ênfase em arte e arqueologia)
- Museu do Line'Age Valenciano
- Centro Arqueológico de L'Almoina

## Cidades gêmeas
A primeira cidade com a qual se chegou a um acordo municipal para a geminação foi a cidade de Bolonha, em Itália, em 3 de outubro de 1978. Só dois meses depois, em 11 de dezembro, se chegou à geminação com a cidade alemã de Mogúncia.
A seguir seria a vez da cidade de Valencia, na Venezuela, em março de 1982; em maio do mesmo ano geminou-se com a cidade de Odessa, na Ucrânia. Depois foi com as cidades de Veracruz e Sacramento, no México e Estados Unidos, respectivamente.